# Licuala orbicularis
Licuala orbicularis е вид палма от род Licuala. Тя е ендемичен вид за югозападен Саравак на остров Борнео.

## Местообитание
Расте като подстилно растение в дъждовните гори в Борнейските равнинни екваториални гори и керангови гори (тропични и субтропични влажни широколистни гори), във влажни долини и по склонове на хълмове, от 20 до 550 метра надморска височина.